# Пониковица
Пониковица (укр. Пониковиця) — село в Бродовской городской общине Золочевского района Львовской области Украины.

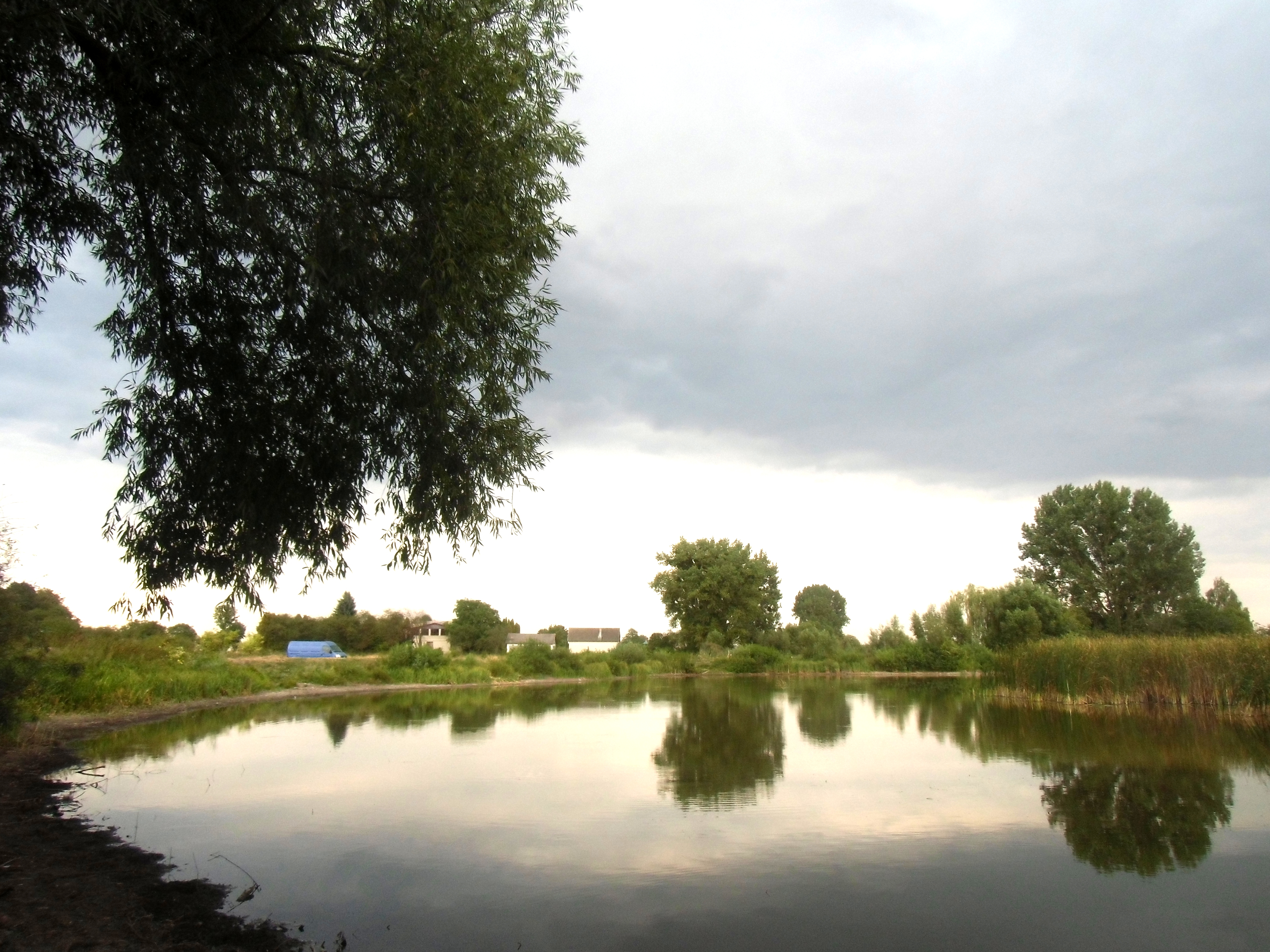

Население по переписи 2001 года составляло 1565 человек. Занимает площадь 3,528 км². Почтовый индекс — 80640. Телефонный код — 3266.